# حديث مقلوب
الحديث المقلوب هو الحديث الذي حصل له قَلْب (إبدال) لفظ بلفظ آخر، أو تقديم لفظ أو تأخيره، سواء كان في سند الحديث أو متنه، والحديث المقلوب من أنواع الحديث الضعيف  (المردود).

## أنواع الحديث المقلوب

### الحديث المقلوب سندا
الحديث المقلوب سندا هو ما وقع الإبدال في سنده، وله صورتان، إحداهما أن يقدم الراوي ويؤخر في اسم أحد الرواة واسم أبيه، كأن يكون الحديث مروي عن «كعب بن مرة» فيرويه الراوي عن «مرة بن كعب»، والأخرى أن يُبدل الراوي شخصا بآخر، بقصد الإغراب (أي يجعل الحديث غريبا فيرغب الناس فيسماعه)، كأن يكون الحديث مشهورا روايته عن «سالم» فيجعله الراوي عن «نافع».
- مثله:

فهذا الحديث قد قَلَب سنده حماد بن عمرو النصيبي، فجعله عن الأعمش عن أبي صالح، والحديث معروف سنده كما يلي:
وهذا النوع من القلب هو الذي يطلق على «سرقة الحديث»، ومن المصنفات في الحديث المقلوب سندا كتاب «رافع الارتياب في المقلوب من الأسماء والألقاب» للخطيب البغدادي.

### الحديث المقلوب متنا
الحديث المقلوب متنا هو ما وقع الإبدال في متنه، وله صور، إحداها أن يقدم الراوي ويؤخر في بعض متن الحديث.
- مثله:

فهذا مما انقلب على بعض الرواة، والصحيح:
والصورة الأخرى لقلب المتن هي أن ينسب الراوي إسناد حديث لمتن حديث آخر، بقصد الامتحان للتثبت من حفظ المحدث، ومثال ذلك ما فعله أهل بغداد مع الإمام البخاري، حين قلبوا له مائة حديث، وسألوه عنها امتحانا لحفظه، فردها على ما كانت عليه قبل القلب، ولم يخطئ في واحد منها، وقد يقع القلب أحيانا عن خطأ ووهم الرواي من غير قصد، وقد صاغ العراقي هذه الأقسام في ألفيته على النحو التالي:

## حكم قلب الحديث
يختلف حكم القلب بحسب السبب الحامل عليه، فإذا كان القلب بقصد الإغراب فأنه لا يجوز، لأن فيه تغييرا للحديث، وهذا من عمل الوضاعين، وإن كان بقصد الامتحان فهو جائز  بشرط أن يُبَيَّن الصحيح قبل انتهاء المجلس، وإن كان عن خطأ وسهو، ففاعله معذور بخطئه، لكن إذا كثر ذلك منه فإنه يخل بضبطه ويجعله ضعيفا.